# Děkanství znojemské
Děkanství znojemské je územní část brněnské diecéze s centrem ve Znojmě. Zahrnuje 32 římskokatolických farností. Děkanství je starobylé a nově bylo vymezeno při reformě členění brněnské diecéze k 1. červenci 1999.
Funkcí děkana je od 1. července 1999 pověřen Mons. Jindřich Bartoš, farář farnosti Znojmo-sv. Mikuláš.

## Seznam farností
| Farnost                  | Správce                                            | Farní kostel                          |
| ------------------------ | -------------------------------------------------- | ------------------------------------- |
| Božice                   | administrátor excurrendo, Břežany u Znojma         | sv. Petra a Pavla                     |
| Břežany u Znojma         | R. D. Mgr. Petr Bartoněk                           | Zvěstování Páně                       |
| Dyjákovice               | administrátor excurrendo, Přímětice                | sv. Michaela archanděla               |
| Dyjákovičky              | R. D. Jaroslav Kárník                              | sv. Víta                              |
| Dyje                     | administrátor excurrendo, Tasovice                 | sv. Jana Nepomuckého                  |
| Havraníky                | administrátor excurrendo, Znojmo-Louka             | sv. Linharta                          |
| Hevlín                   | administrátor excurrendo, Hrušovany nad Jevišovkou | Nanebevzetí Panny Marie               |
| Hluboké Mašůvky          | R. D. Mgr. Stanislav Váša                          | Navštívení Panny Marie                |
| Hnanice                  | administrátor excurrendo, Znojmo-Louka             | sv. Wolfganga                         |
| Hodonice                 | administrátor excurrendo, Tasovice                 | sv. Jakuba Staršího                   |
| Hrabětice                | administrátor excurrendo, Hrušovany nad Jevišovkou | sv. Antonína Paduánského              |
| Hrádek u Znojma          | R. D. Mgr. Pavel Sobotka                           | sv. Petra a Pavla                     |
| Hrušovany nad Jevišovkou | R. D. Mgr. Jan Pouchlý                             | sv. Štěpána                           |
| Chvalovice               | administrátor excurrendo, Dyjákovičky              | sv. Markéty                           |
| Jaroslavice              | administrátor excurrendo, Hrádek u Znojma          | sv. Jiljí                             |
| Konice u Znojma          | administrátor excurrendo, Znojmo-Louka             | sv. Jakuba Staršího                   |
| Lechovice                | P. Mgr. et Mgr. Marek Vácha, Ph.D.                 | Navštívení Panny Marie                |
| Litobratřice             | administrátor excurrendo, Břežany u Znojma         | sv. Jiří                              |
| Načeratice               | administrátor excurrendo, Dyjákovičky              | Panny Marie Bolestné                  |
| Popice u Znojma          | administrátor excurrendo, Mašovice                 | sv. Zikmunda                          |
| Přímětice                | R. D. Mgr. Jindřich Čoupek                         | sv. Markéty                           |
| Slup                     | administrátor excurrendo, Hrádek u Znojma          | Jména Panny Marie                     |
| Strachotice              | administrátor excurrendo, Hrádek u Znojma          | sv. Jiří                              |
| Šatov                    | administrátor excurrendo, Znojmo-Louka             | sv. Martina                           |
| Tasovice                 | P. Mgr. Jan Sokulski, CSsR                         | Nanebevzetí Panny Marie               |
| Únanov                   | administrátor excurrendo, Hluboké Mašůvky          | sv. Prokopa                           |
| Valtrovice               | administrátor excurrendo, Přímětice                | sv. Jana Křtitele                     |
| Vrbovec                  | administrátor excurrendo, Dyjákovičky              | Stětí sv. Jana Křtitele               |
| Znojmo-Hradiště          | administrátor excurrendo, Mašovice                 | sv. Hippolyta                         |
| Znojmo-Louka             | R. D. Ing. Ladislav Bublán                         | Nanebevzetí Panny Marie a sv. Václava |
| Znojmo-sv. Kříž          | administrátor excurrendo, Znojmo-sv. Mikuláš       | Nalezení sv. Kříže                    |
| Znojmo-sv. Mikuláš       | Mons. Jindřich Bartoš                              | sv. Mikuláše                          |